# 拉马纳特图卡拉
拉马纳特图卡拉（Ramanattukara），是印度喀拉拉邦Kozhikode县的一个城镇。总人口30436（2001年）。

## 人口
该地2001年总人口30436人，其中男性15023人，女性15413人；0—6岁人口3690人，其中男1896人，女1794人；识字率82.58%，其中男性为85.42%，女性为79.81%。